# Sibbaldia omeiensis
Sibbaldia omeiensis är en rosväxtart som beskrevs av Tse Tsun Yu och C.L. Li. Sibbaldia omeiensis ingår i släktet dvärgfingerörter, och familjen rosväxter. Inga underarter finns listade i Catalogue of Life.